# Lucius Cossonius Gallus
Lucius Cossonius Gallus was een Romeins politicus uit de tijd van Trajanus en Hadrianus. Hij behoorde tot de patriciërsstand. Zijn volledige naam was Lucius Cossonius Gallus Vecilius Crispinus Mansuanius Marcellinus Numisius Sabinus.
Gallus begon zijn carrière als tribunus in het legio XXI Rapax. Dit moet voor het jaar 92 geweest zijn, aangezien het legioen in dat jaar door de Sarmaten werd vernietigd. Nog voor 100 werd Gallus triumvir capitalis, het hoofd van de gevangenis. Vervolgens werd hij aangesteld als legatus Augusti pro praetore van de provincia Asia.
Rond 115/116 werd Gallus proconsul van Sardinië. In 116 was hij samen met Decimus Terentius Gentianus consul suffectus. Aansluitend was hij rond 117/118 legatus Augusti pro praetore van Galatië. Rond 120 bekleedde hij hetzelfde ambt in Judea.